# Ludwig Gräf
Ludwig Gräf (ur. 25 sierpnia 1908 w Marktsteinach, zm. 18 września 1978 w Homburgu) – strzelec z Protektoratu Saary, olimpijczyk.
Brał udział w Letnich Igrzyskach Olimpijskich 1952 (Helsinki). Wystartował w dwóch konkurencjach. Zajął 38. miejsce w karabinie małokalibrowym z trzech pozycji (odl. – 50 metrów) oraz 40. miejsce w karabinie małokalibrowym leżąc (odl. – 50 metrów).
Razem z Hansem Eschenbrennerem byli jedynymi strzelcami reprezentującymi Protektorat Saary na igrzyskach w Helsinkach. Z racji tego, że reprezentacja tego protektoratu tylko raz wystartowała na igrzyskach olimpijskich, pozostają do dzisiaj jedynymi strzelcami-olimpijczykami z Saary.
Ludwig Gräf był najstarszym członkiem swojej ekipy na igrzyskach w Helsinkach. Pozostaje on również najstarszym w historii olimpijczykiem tejże reprezentacji (w chwili startu w drugiej konkurencji miał ukończone 43 lata i 278 dni).

## Wyniki olimpijskie
| Igrzyska | Konkurencja                               | Wynik | Miejsce    | Źródło |
| -------- | ----------------------------------------- | --- | ---------- | ------ |
| IO 1952  | Karabin małokalibrowy, trzy postawy, 50 m | 1089 punktów 342 punkty w pozycji stojącej 356 punktów w pozycji klęczącej 391 punktów w pozycji leżącej | 38 (na 44) | [ 2 ]  |
| IO 1952  | Karabin małokalibrowy leżąc, 50 m         | 391 punktów (95-98-98-100)                                                                               | 40 (na 58) | [ 3 ]  |